# Тимофіївка (Покровський район)
Тимофі́ївка — село Гродівської селищної громади Покровського району Донецької області, Україна. У селі мешкає 33 людей.

## Загальні відомості
Відстань до райцентру становить близько 31 км і проходить автошляхом Н32. Через село протікає річка Казенний Торець.

## Населення
За даними перепису 2001 року населення села становило 33 особи, з них 81,82 % зазначили рідною мову українську та 18,18 % — російську.